# Weißwangengimpel
Der Weißwangengimpel (Pyrrhula leucogenis) ist eine Art aus der Unterfamilie der Stieglitzartigen. Er kommt ausschließlich auf den Philippinen vor. Die Art wird von der IUCN als nicht gefährdet (least concern) eingestuft.

## Merkmale
Der Weißwangengimpel erreicht eine Körperlänge von vierzehn bis fünfzehn Zentimetern. Das Gefieder ist überwiegend braun, allerdings sind Nacken, Kinn und Oberkopf schwarz. Auch die Schwingen und Schwanzfedern sind schwarz. Die innerste Armschwinge ist beim Männchen rot und beim Weibchen gelb. Die Wangen, die Ohrdecken sowie der Bürzel sind weiß. Der weiße Bürzel ist dunkel abgegrenzt. Der Schnabel ist dunkelgrau.

## Verbreitung und Lebensraum
Der Weißwangengimpel besiedelt auf den Philippinen nur die Inseln Luzon und Mindanao. Sein Verbreitungsgebiet ist damit verhältnismäßig klein. Die Art kommt vor allem in den Höhenlagen vor. Der Lebensraum sind Wälder und Waldränder und Bambusgehölze. Er kommt aber auch auf Kulturland vor.

## Belege